# XKeyscore

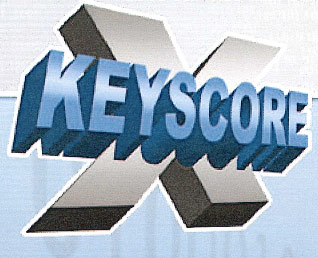
Logotip del sistema informàtic.

XKeyscore és un sistema informàtic, inicialment secret, utilitzat per l'Agència de Seguretat Nacional dels Estats Units per a la recerca i anàlisi de dades a Internet sobre ciutadans i organitzacions estrangeres de tot el món. El programa s'executa de forma conjunta amb altres organismes com la Direcció de Senyals de Defensa d'Austràlia, i l'Oficina de Seguretat de Comunicacions del govern de Nova Zelanda. La seva existència la va revelar el juliol de 2013 el revelador d'informació Edward Snowden en els diaris The Sidney Morning Herald i O Globo, tot i que el nom del projecte no va ser mencionat en un anterior article. Com diu O Globo, XKeyscore detecta la nacionalitat d'estrangers analitzant la llengua usada en els mails interceptats, que segons el diari s'ha aplicat a Amèrica Llatina i específicament a Colòmbia, Equador, Mèxic i Veneçuela. Segons el diari Der Spiegel, XKeyscore té l'habilitat d'importar retroactivament dades en cua de fa diversos dies. Aquest article enumera termes introduïts en un motor de cerca com un exemple de les metadades que XKeyscore és capaç d'interceptar.